# Christos Maniatis
Christos Maniatis (en griego: Χρήστος Μανιάτης), nacido el 5 de junio de 1991, es un futbolista griego que juega para  el Paniliakos FC. Christos Maniatis ha jugado para el Panionios NFC, Egaleo FC y Keravnos Keratea FC. Además, es el hermano pequeño del jugar dos Olympiacos FC, Giannis Maniatis. 

## Estadísticas 2010 - 2011
| Apariciones | Goles | Tarjetas (A/R) | Cambios (S/E) |
| ----------- | ----- | -------------- | ------------- |
| 8           | 0     | 5/0            | 2/1           |